# Берестівська сільська рада (Баранівський район)
Берестівська сільська рада (до 1960 року — Свинобицька сільська рада) — колишня адміністративно-територіальна одиниця та орган місцевого самоврядування у Новоград-Волинському і Баранівському районах Волинської округи, Київської і Житомирської областей УРСР та України з адміністративним центром у с. Берестівка.

## Населені пункти
Сільській раді були підпорядковані населені пункти:
- с. Берестівка
- с. Зрубок
- с. Мирославль
- с. Ситисько

## Населення
Відповідно до результатів перепису населення 1989 року, кількість населення ради, станом на 12 січня 1989 року, становила 1 350 осіб.
Станом на 5 грудня 2001 року, відповідно до перепису населення України, кількість мешканців сільської ради становила 1 075 осіб.

## Склад ради
Рада складалась з 14 депутатів та голови.

## Керівний склад сільської ради
| ПІБ                        | Основні відомості                                                     | Дата обрання | Дата звільнення |
| -------------------------- | --------------------------------------------------------------------- | ------------ | --------------- |
| Больчак Анатолій Антонович | Сільський голова , 1951 року народження, освіта, член народної партії | 26.03.2006   | 31.10.2010      |
| Больчак Анатолій Антонович | Сільський голова , 1951 року народження, освіта                       | 31.10.2010   |                 |

Примітка: таблиця складена за даними джерела

## Історія
Утворена 12 січня 1924 року, як Свинобицька, в складі сіл Мирославль та Свинобичі, внаслідок перенесення адміністративного центру Мирославльської сільської ради Баранівського району Волинської округи з с. Мирославль до с. Свинобичі. 9 лютого 1925 року с. Мирославль було повернуте до складу відновленої Мирославльської сільської ради. Станом на 1 жовтня 1941 року на обліку в раді перебував хутір Ситисько.
Станом на 1 вересня 1946 року, відповідно до інформації довідника «Українська РСР. Адміністративно-територіальний поділ», Свинобицька сільська рада входила до складу Баранівського району Житомирської області, на обліку в раді перебували с. Свинобичі та х. Ситисько.
5 серпня 1960 року, відповідно до рішення Житомирського облвиконкому «Про перейменування деяких сільських рад в районах області», внаслідок перейменування адміністративного центру, сільську раду було перейменовано на Берестівську. 1 березня 1971 року, відповідно до рішення Житомирського облвиконкому № 91 «Про перенесення центру Лісівської сільради та зміни в адміністративному підпорядкуванні деяких населених пунктів Баранівського району», до складу ради включено села Зрубок та Мирославль Суємецької сільської ради Баранівського району.
Станом на 1 січня 1972 року сільська рада входила до складу Баранівського району Житомирської області, на обліку в раді перебували села Берестівка, Зрубок, Мирославль та Ситисько.
Припинила існування 30 грудня 2016 року в зв'язку з об'єднанням до складу Баранівської міської територіальної громади Баранівського району Житомирської області.
Входила до складу Баранівського (12.01.1924 р.; 8.12.1966 р.) та Новоград-Волинського (30.12.1962 р.) районів.